# Pėkkyl'ky
Il Pėkkyl'ky (in russo Пэккылькы?; obsoleto: Пякаль-Кы, Pjakal'-Ki) è un fiume della Russia siberiana occidentale, affluente di destra del Taz. Scorre nel Krasnosel'kupskij rajon del Circondario autonomo Jamalo-Nenec.
Nasce nella sezione settentrionale del vasto bassopiano siberiano occidentale in una zona paludosa ricca di laghi; scorre poi con direzione mediamente nord-occidentale. La lunghezza del fiume è di 209 km; il bacino è di 2 060 km². Sfocia nel Taz a 486 km dalla foce. Il suo maggior affluente è il Kėnyl'ky (lungo 87 km) proveniente dalla sinistra idrografica.